# Macromia irata
Macromia irata – gatunek ważki z rodziny Macromiidae.